# 바이아레나
바이아레나(BayArena)는 독일의 레버쿠젠에 위치한 경기장으로, 1958년부터 현재까지 바이어 04 레버쿠젠의 홈구장이다.

## 역사
개장 당시 명칭이 울리히 하벌란드 슈타디온 (Ulrich-Haberland-Stadion)으로, 과거 바이어의 회장이자 클럽의 창단자 이름을 따 명명되었다. 이 경기장은 원래 20,000명을 수용할 수 있었다. 1986년, 리모델링을 통하여 현대적 시설을 갖추어 나가기 시작하였으며, 약 십년간 이 프로젝트가 계속되었다. 1997년, 프로젝트가 완료되었고, 전 좌석의 22,500명을 수용할 수 있는 경기장으로 탈바꿈하였다. 1998년, 경기장 이름이 현재의 바이아레나로 개칭되었다.
1999년, 경기장에 호텔을 증축하였고, 일부 방은 피치를 내려다 볼 수 있는 구조로 만들었다. 이 경기장은 고급 레스토랑을 갖추고 있으며, 이 레스토랑에서도 피치가 보이며, 기자회견실도 보인다.
레버쿠젠 시는 바이아레나의 확장 계획으로 2006년 FIFA 월드컵 경기장으로 선정되기 위해 노력하였다. 하지만, 바이어 04 레버쿠젠 구단 관계자와 월드컵 유치 위원회에서 FIFA 최소 의무 관중수용석인 40,000명석으로 증축하는데에는 무리가 있다고 판단하였고, 레버쿠젠의 월드컵 유치 계획은 백지화되었다. 대신하여, 바이아레나는 2006년 월드컵 기간 동안 독일 축구 국가대표팀의 훈련장으로 쓰기로 합의되었다. 현 미국 축구 국가대표팀의 감독이자 전 독일 국가대표 감독 위르겐 클린스만은 레버쿠젠을 대신하여 베를린을 주 훈련 시설로 사용할 것임을 밝혔다. 그에 따라 바이아레나는 두 국가대항전 경기로 대체되었지만, 이것 또한 백지화되었다.

## 2011년 FIFA 여자월드컵
2007년 3월 30일, 바이어는 경기장 수용인원을 30,000으로 증가할 것을 발표하였다. 2007년에 리모델링에 착공하였고, 2009-10 시즌 시작에 종료될 것으로 계획되었다. 2008년 9월 30일, 바이아레나는 2011년 FIFA 여자월드컵의 경기장 9곳중 하나로 선정되었고, 3번의 조별리그와 1번의 8강전 경기를 주최하였다.

## 디자인
새 경기장의 디자인은 1980년대에 나오기 시작하였으며, 보훔의 레비르바워슈타디온을 모티브로 하였다. 이 경기장은 가파른 관중석 구조와, 트랙이 없고, 35,000명의 관중을 수용할 수 있다. 경기장은 공사비 절감을 위해 섹션으로 나누어 시공하기로 계획되어 있었다. 리모델링 공사중, 현대 축구 경기장의 요구 조건이 변경되었다. VIP석과 호텔 관람 시설이 필수적이었으며, 가족석과 1990년대 분데스리가 훌리건에 대한 대응책으로 전좌석 경기장을 필요로 하였다. 남쪽 섹션에 호텔룸이 설치되었고, 남미에서 흔하지만 분데스리가에서는 유일한 말굽 형태의 경기장으로 시공되었다.

## 기록

### 2002년 FIFA 월드컵 유럽 지역 예선
| 날짜            | 팀 1 | 스코어 | 팀 2     | 라운드 |
| --------------- | ---- | ------ | -------- | ------ |
| 2001년 3월 24일 | 독일 | 2 - 1  | 알바니아 | 8조    |

## 갤러리

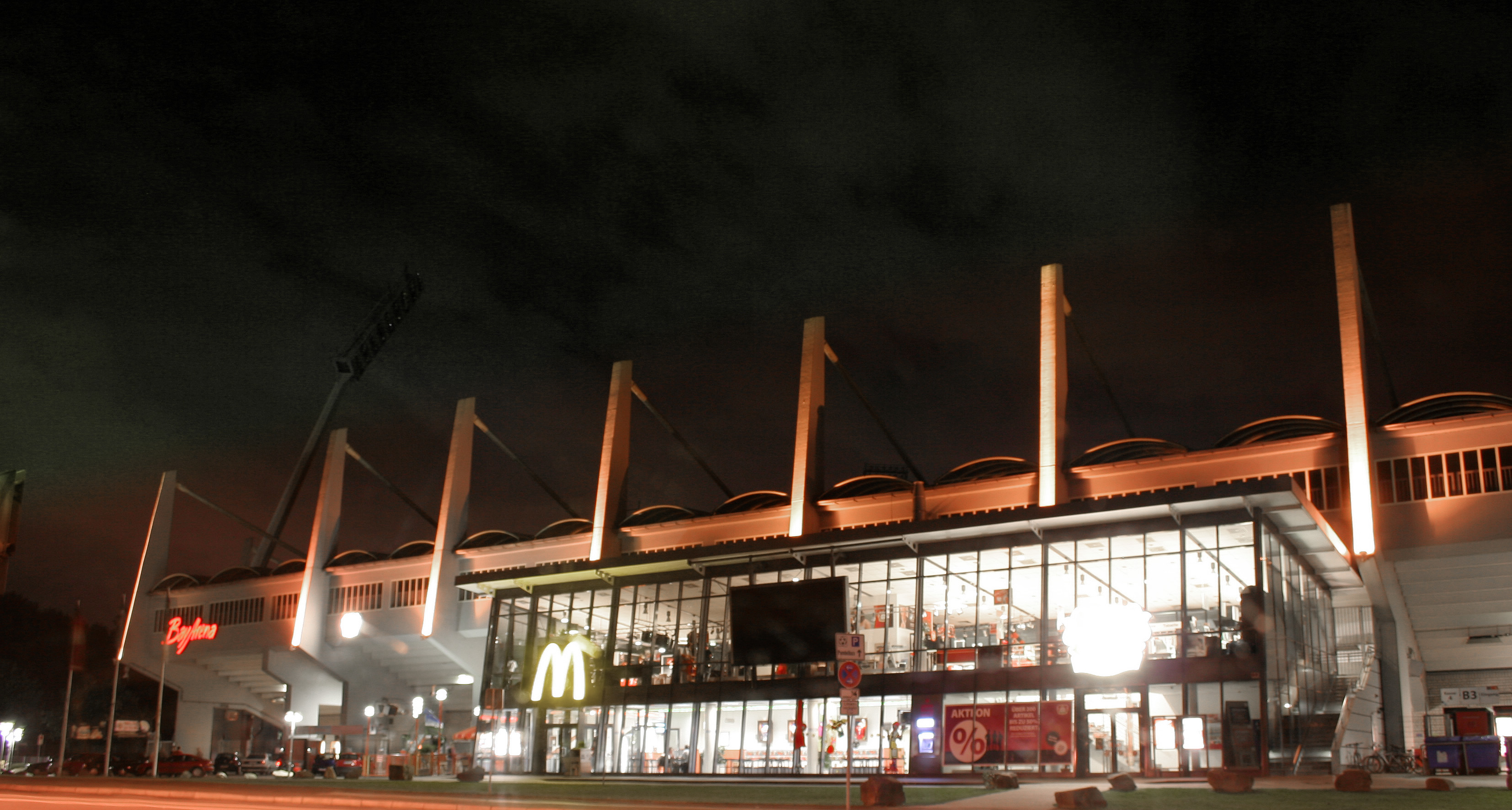
구 바이아레나
바이아레나 구조도
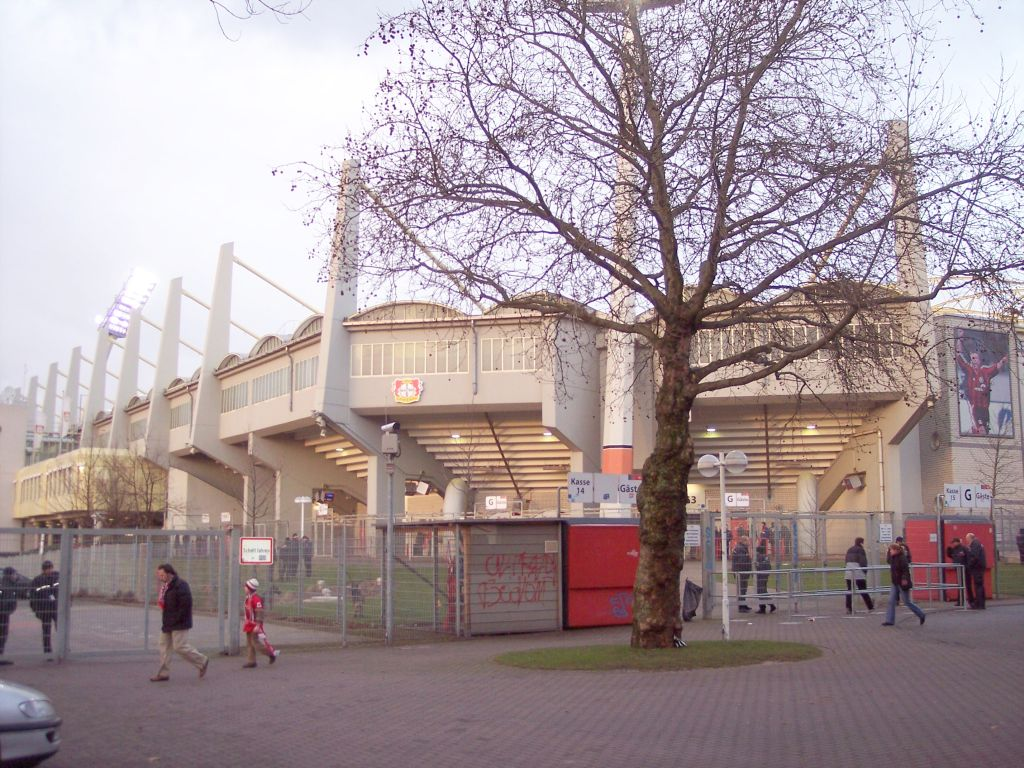
구 바이아레나